# Port autonome
Un port autonome est une entreprise publique ou un organisme gérant une zone portuaire, doté d'une personnalité morale et bénéficiant d'une autonomie de gestion vis-à-vis de sa tutelle. En général, les ports autonomes sont des entreprises publiques. En France, c'est l'État ou une autorité régionale ou locale qui a la responsabilité des installations portuaires. Il est très rare qu'il les gère lui-même, cette fonction est généralement confiée à des organismes indépendants mais très fortement liés à l'autorité publique généralement dénommés « ports autonomes » dans les pays francophones. Selon les pays, les ports autonomes peuvent être propriétaires ou non de leur domaine foncier et maritime. Cet organisme peut exploiter lui-même les outillages et les terminaux mais ceux-ci sont souvent mis en concession auprès d'un opérateur portuaire privé.

## Dans le monde

### En France
Pour la France, un port autonome est un établissement public de l'État exerçant conjointement des missions de service public administratif et des missions de service public à caractère industriel et commercial. Il est géré comme un établissement public à caractère industriel et commercial (EPIC). Placé sous la tutelle du ministère chargé des transports, il bénéficie, comme tout établissement public, d'une large autonomie de gestion. En France, le statut de port autonome a été institué par une loi de 1920 et ne s'est appliqué originellement qu'aux ports de Bordeaux et du Havre. À la suite des réformes de 1965, quatre autres ports autonomes ont été créés (Dunkerque, Rouen, Nantes-Saint-Nazaire, Marseille). Le port autonome de La Rochelle a été créé en 2006.
En 2008, le gouvernement de François Fillon a annoncé la transformation des ports autonomes métropolitains en grands ports maritimes. Ce nouveau statut induit la privatisation et l'ouverture à la concurrence des équipements de manutention alors gérés par les ports autonomes.
Le projet de loi a été présenté en Conseil des ministres le 23 avril 2008, puis adopté en première lecture par le Sénat, après déclaration d’urgence, le 21 mai 2008. Adopté à son tour par l'Assemblée nationale le 24 juin, il est devenu la loi no  2008-660 du 4 juillet 2008. Le 9 octobre 2008 ont été pris le décret d'application de la loi du 4 juillet ainsi que six décrets transformant six ports en grands ports maritimes.
Dès lors, les ports qui conservent ce statut sont les ports fluviaux de métropole et les ports maritimes outre-mer.
Le port autonome gère les installations portuaires situées dans les limites de sa circonscription (fluviale ou maritime). Il est chargé de l'exploitation et de la police du port, des travaux d'extension et d'amélioration, et assure également la gestion d'un domaine immobilier qui peut être important. Les ports autonomes sont affectataires des terrains qu'ils occupent, contrairement aux grands ports maritimes qui en sont désormais propriétaires (sauf pour le domaine naturel).
Hors les grands ports maritimes, ce sont les ports les plus importants relevant de la compétence de l'État qui ont ce statut de port autonome. Les autres ports de commerce et les plus importants des ports de pêche sont en général gérés par une chambre de commerce et d'industrie, soit par délégation du département, de la région ou d'un groupement de collectivités. Les autres ports de pêche sont souvent gérés par des municipalités ou des organisations professionnelles (coopérative). Les ports principalement affectés à la plaisance sont gérés directement par les municipalités ou par délégation de celles-ci par une chambre de commerce et d'industrie ou une société privée.
Les ports autonomes sont administrés par un conseil d'administration et dirigés par un directeur.

### Afrique francophone
Ils utilisent le même système que la France.

## Liste des ports autonomes
En Belgique
- Port autonome de Liège

En France métropolitaine :
- Port autonome de Paris
- Port autonome de Strasbourg
- Port autonome de Mulhouse-Rhin

En France d'outre-mer :
- Port autonome de Papeete
- Port autonome de Nouvelle-Calédonie
- Port autonome de Guadeloupe

En Afrique francophone :
- Port autonome de Djibouti
- Port autonome d'Abidjan
- Port autonome de Cotonou
- Port autonome de Dakar
- Port autonome de Lomé
- Port autonome de Conakry
- Port autonome Tanger Méditerranée
- Port autonome de San-Pédro

Au Cameroun
- Port autonome de Douala
- Port de Kribi
- Port de Limbé
- Port fluvial de Garoua

Au Canada
- Port autonome de Valleyfield

Au Cambodge
- Port autonome de Sihanoukville
- Port autonome de Phnom Penh

En Grèce
- Port autonome du Pirée